# Zonele umede Jijia - Iași
Zonele umede Jijia - Iași alcătuiesc o arie protejată (zonă umedă de importanță internațională - sit RAMSAR) din România întinsă pe o suprafață de 19.432,5 ha, în nord-estul județului Iași.

## Localizare
Situl se întinde pe teritoriile administrative ale comunelor Popricani, Probota, Șipote, Țigănași, Trifești, Victoria și Vlădeni din județul Iași. Centrul sitului Zonele umede Jijia - Iași este situat la coordonatele 47°22′30″N 27°21′54″E / 47.374971°N 27.364998°E.

## Înființare
Situl Jijia - Iași încadrat în bioregiune geografică continentală a Câmpiei Jijiei (subunitate geomorfologică a Câmpiei Moldovei ce aparține Podișului Moldovenesc) a fost protejat prin Convenția Ramsar ca zonă umedă de importanță internațională în 13 februarie 2020 Acesta include situl de importanță comunitară Sărăturile Jijia Inferioară - Prut, aria de protecție specială avifaunistică Eleșteiele Jijiei și Miletinului și rezervațiile naturale: Balta Teiva Vișina și Iazurile Jijiei și Miletinului.

## Biodiversitate
Arealul Jijia - Iași reprezintă o zonă umedă (râuri, lacuri, mlaștini, turbării, terenuri  arabile cultivate și pășuni) ce asigură condiții de reproducere, odihnă și iernat mai multor specii de păsări acvatice rare aflate pe coridorul de migrație (est-elbic și ponto-sarmatic) din bazinului hidrografic al râului Prut. 
Situl găzduiește și menține într-o stare de conservare favorabilă 201 specii faunistice și două floristice; astfel: 171 specii de păsări, 5 specii de pești, 8 specii de amfibieni și reptile, 13 specii de mamifere, două specii de nevertebrate acvatice, două
specii de insecte și două specii din flora spontană a României (ocrotite la nivel european).